# Krjukiw-Brücke
Die Krjukiw-Brücke (ukrainisch Крюківський міст) ist eine Straßen- und Eisenbahnbrücke über den Dnepr in der ukrainischen Stadt Krementschuk.

## Lage
Die Brücke verbindet den hauptsächlich am linken, östlichen Ufer gelegenen Ort mit seinem Stadtteil Krjukiw am anderen Ufer. Sie ist nach wie vor die einzige Brücke in Krementschuk; der 2021 begonnene Bau einer weiteren Straßenbrücke konnte wegen des russischen Überfalls auf die Ukraine 2022 nicht fortgesetzt werden. Sie liegt 15 km unterhalb der Staumauer des Krementschuker Stausees; flussabwärts besteht die nächste Gelegenheit zur Flussquerung über die rund 100 km entfernte Staumauer des Kamjansker Stausees.

## Geschichte
Krementschuk erhielt 1770 eine erste Schiffbrücke, die aber 1789 zu dem zwei Jahre zuvor von Kaiserin Katharina II. gegründeten Jekaterinoslaw verlegt wurde, dem heutigen Dnipro.

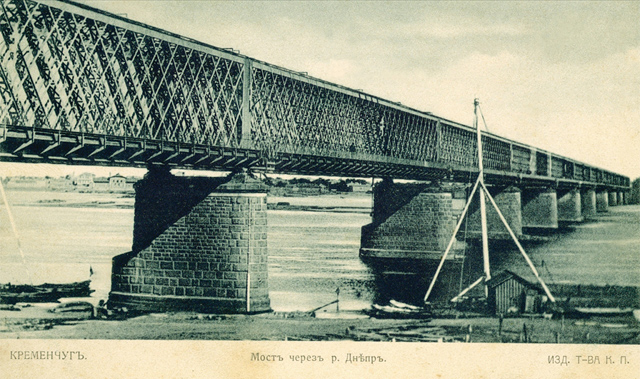
Erste Brücke bei Krementschuk

Als sich in der zweiten Hälfte des 19. Jahrhunderts der Eisenbahnbau der Stadt von beiden Seiten näherte, wurde Amand Jegorowitsch Struwe, der gerade in Kiew die erste Eisenbahnbrücke über den Dnepr gebaut hatte, mit der nächsten Brücke in Krementschuk beauftragt, die er zwischen 1870 und 1872 baute. Die etwa 962 m lange schmiedeeiserne Gitterträgerbrücke mit elf Öffnungen enthielt ein Gleis für die Eisenbahn. Gleichzeitig wurde der Platz als Fahrbahn für die Fuhrwerke und später die Autos benutzt. Für die Fußgänger waren an den Außenseiten schmale Stege montiert. Diese Brücke war ein wichtiger Teil der Eisenbahnstrecke von Charkiw über Krementschuk nach Mykolajiw und Odessa.
Im Zweiten Weltkrieg zerstörte ein deutsches Flugzeug 1941 zwei Brückenträger, lange bevor die Wehrmacht den Dnepr an dieser Stelle erreicht hatte. Im September 1941 musste sie ihn deshalb auf einer Pionierbrücke überschreiten. Um den Nachschub aufrechtzuerhalten, reparierte sie anschließend die Brücke wieder. Außerdem baute die Organisation Todt 1942 mit Kriegsgefangenen 470 m stromabwärts eine hölzerne Straßenbrücke mit Betonpfeilern, deren Stümpfe teilweise heute noch sichtbar sind.
Beim Rückzug der Wehrmacht aus Krementschuk im September 1943 sprengte sie drei Träger der Brücke; die anderen Kriegsbrücken brannten ab. Die Rote Armee baute ihrerseits eine Pontonbrücke zur Überschreitung des Dnepr.
1945 begannen die sowjetischen Behörden mit dem Wiederaufbau. Man kam aber bald zu dem Entschluss, die alte Brücke ganz abzubauen und durch einen Neubau auf den alten Pfeilern zu ersetzen. Die Bauarbeiten dauerten von 1947 bis 1949. Die neue Brücke wurde am 21. Dezember 1949 eingeweiht, dem Tag, an dem Stalins Geburtstag gefeiert wurde.
1988 und 2007 wurde die Brücke saniert.

## Baubeschreibung
Die Krjukiw-Brücke ist eine 962 m lange Doppelstockbrücke mit zwei Fahrspuren und durch Leitplanken abgetrennten Gehwegen auf der oberen Ebene und einem Gleis auf der unteren Ebene. Sie besteht aus zehn gleichen, parallelgurtigen Fachwerkträgern und einem ebenso langen, als Hubbrücke ausgestalteten Träger, bei dem die untere Ebene durch ein Seilzugsystem mit Umlenkrollen einige Meter angehoben werden kann, um größere Schiffe passieren zu lassen. Die obere Ebene mit dem Straßenverkehr bleibt von dem Hubvorgang unberührt. Die Pfosten des oberen Fachwerks fungieren hier als Teleskopeinzüge für die Hänger der unteren Ebene. Ein ähnliches Design realisierte J. A. L. Waddell schon 1911 mit der ASB Bridge über den Missouri River in Kansas City im US-Bundesstaat Missouri.
Die beiden Enden der Brücke werden durch rechteckige Türme mit hohen Rundbögen markiert. Für die Eisenbahngleise wurde das Gelände jenseits der Brücke entsprechend aufgeschüttet. Der Straßenverkehr wird auf langen Rampenbrücken mit großen Kurven von der Bahntrasse weg und zu den anschließenden Straßen geführt.